# Jacquinia armillaris
Jacquinia armillaris, também conhecida como barbasco, é uma espécie de plantas do grupo Jacquinia. Em papiamento, é conhecida como Mata Pisca.

## Taxonomia
Também é conhecida pelo sinônimo Jacquinia brasiliensis Mez.

## Conservação
A espécie faz parte da Lista Vermelha das espécies ameaçadas do estado do Espírito Santo, no sudeste do Brasil.

## Distribuição
A espécie é encontrada nos estados brasileiros de Alagoas, Bahia, Ceará, Espírito Santo, Paraíba, Pernambuco, Piauí, Rio de Janeiro e Rio Grande do Norte. A espécie é encontrada no domínio fitogeográfico da Mata Atlântica, em regiões com vegetação de restinga.
É também encontrada no Caribe Holandês e em partes da Venezuela, como a ilha La Tortuga.

## Ecologia
As plantas dessa espécie possuem glândulas para excreção de sal, uma adaptação biológia a ambientes salinos.